# Coupe d'Allemagne féminine de football 2002-2003
Navigation
Édition précédente Édition suivante
Le DFB-Pokal Frauen 2002-2003 est la vingt-troisième édition de la Coupe d'Allemagne féminine.
Il s'agit d'une compétition à élimination directe ouverte aux vainqueurs des coupes de chaque fédération régionale et des clubs de la  Bundesliga féminine. Elle est organisée par la Fédération allemande de football (DFB).
La finale a lieu le 31 mai 2003 au stade olympique de Berlin. Le 1.FFC Francfort remporte sa cinquième Coupe d'Allemagne.

## Format
Les équipes participantes sont les vainqueurs des coupes des fédérations régionales et toutes les équipes ayant participé à la Bundesliga féminine en 2001-2002, soit 12 équipes, et les promus pour la saison 2001-2002 (deux équipes).
La compétition se joue sur un match, en cas d'égalité une séance de tirs au but a lieu. 
La finale se joue le 31 mai 2003 en lever de rideau de la finale masculine.

## Demi-finales
| Equipe 1               | Equipe 2           | Score |
| ---------------------- | ------------------ | ----- |
| FSV Francfort          | 1.FFC Francfort    | 0 - 3 |
| FFC Brauweiler-Pulheim | FCR 2001 Duisbourg | 1 - 2 |

## Finale
| 31 mai 2003 | 1.FFC Francfort | 1 - 0   | FCR 2001 Duisbourg | Stade olympique de Berlin, Berlin |                      |
|             |                 | (0 - 0) |                    | Spectateurs : 30 000              | Spectateurs : 30 000 |

- Le 1.FFC Francfort remporte sa cinquième Coupe d'Allemagne grâce à un but contre son camp à la dernière minute de jeu de Martina Voss[2].